# Unionville Center, Ohio
Unionville Center là một làng thuộc quận Union, tiểu bang Ohio, Hoa Kỳ. Năm 2010, dân số của làng này là 233 người.